# 五氟溴苯
五氟溴苯是一具分子式C6F5Br之有機氟化合物。 其在常溫常壓下為一可製備五氟苯基化合物的無色液體。 這些五氟苯基化合物合成方式通常由將五氟溴苯轉換為五氟苯基鋰(實驗式：C6F5Li)或是五氟苯基的對應格氏試劑。   下方即為以五氟苯基的對應格氏試劑合成三(五氟苯基)硼烷的化學反應式:
{\displaystyle {\ce {3C6F5MgBr + BCl3 -> (C6F5)3B +3MgBrCl}}}
其他五氟溴苯的衍生物包括LiB(C6F5)4、[CuC6F5]4,和Ni(C6F5)2(dioxane)2。